# Mycetia acuminata
Mycetia acuminata är en måreväxtart som först beskrevs av Robert Wight, och fick sitt nu gällande namn av Carl Ernst Otto Kuntze. Mycetia acuminata ingår i släktet Mycetia och familjen måreväxter. Inga underarter finns listade i Catalogue of Life.